# フランカヴィッラ・デーテ
フランカヴィッラ・デーテ（伊: Francavilla d'Ete）は、イタリア共和国マルケ州フェルモ県にある、人口約900人の基礎自治体（コムーネ）。

## 地理

### 位置・広がり
フェルモ県のコムーネ。県都フェルモから西北西へ15kmの距離にある。

#### 隣接コムーネ
隣接するコムーネは以下の通り。括弧内のMCはマチェラータ県所属を示す。
- コッリドーニア (MC)
- フェルモ
- モリアーノ (MC)
- モンテ・サン・ピエトランジェリ
- モンテジョルジョ
- ラパニャーノ

### 気候分類・地震分類
フランカヴィッラ・デーテにおけるイタリアの気候分類 (it) および度日は、zona D, 1910 GGである。
また、イタリアの地震リスク階級 (it) では、zona 2 (sismicità media) に分類される。

## 歴史
2009年、アスコリ・ピチェーノ県北部が分割されてフェルモ県が設置された際に、フェルモ県所属となった。